# Пахомов, Пётр Алексеевич (генерал)
Пётр Алексеевич Пахомов (30 сентября 1811 — 1874) — русский генерал-лейтенант, артиллерист, участник Венгерской кампании 1849 года, Крымской войны и Польской кампании 1863—1864 годов.

## Биография
Происходил из дворян Санкт-Петербургской губернии, родился 30 сентября 1811 года. Образование получил в 1-м кадетском корпусе, откуда 2 июня 1831 года был выпущен прапорщиком в 19-ю артиллерийскую бригаду, с 1834 года переименованную в 15-ю а с 1835 года — в 12-ю. В 1834 году произведён в подпоручики.
17 мая 1837 года Пахомов был назначен адъютантом к командовавшему парками действующей армии, в 1838 году получил чин поручика, а в 1840 году переведён адъютантом к начальнику 2-й артиллерийской дивизии. Через два года Пахомов получил назначение командующим дивизионной фейерверкерской школой 2-й артиллерийской дивизии с переводом в 6-ю артиллерийскую бригаду; в этой должности он пробыл до 1848 года, когда школа была закрыта.
Имея с 1848 года чин капитана, Пахомов был переведён в 5-ю артиллерийскую бригаду. Боевая деятельность Пахомова началась участием его в Венгерской кампании 1849 года, когда он с 20 мая находился в походе; за храбрость, оказанную им в перестрелке при переправе через Тису (13 и 14 июля), он был 21 июля произведён в подполковники и 31 августа награждён орденом св. Владимира 4-й степени с мечами и бантом, а за участие в деле при Дебречине получил кавалерский крест австрийского ордена Леопольда.
26 ноября 1854 года за беспорочную выслугу 25 лет в офицерских чинах Пахомов был награждён орденом св. Георгия 4-й степени (№ 9400 по кавалерскому списку Григоровича — Степанова).
В декабре 1849 года был назначен командиром лёгкой № 1 батареи 4-й артиллерийской бригады, а в марте 1853 года — батарейной № 3 батареи 5-й бригады.
Во время Крымской кампании Пахомов находился в сражении при Чёрной речке и за отличие был произведён 4 августа 1855 года в полковники.
В 1857 году Пахомов был назначен командиром 1-й артиллерийской бригады, а в 1863 году, кроме того, состоял временным военным начальником Новогрудского уезда; во время Польского восстания, состоял в должности начальника Ошмянского уезда Виленской губернии и Поневежского уезда Ковенской губернии; 24 сентября того же 1863 года получил чин генерал-майора с назначением состоять по полевой пешей артиллерии и орден св. Владимира 3-й степени с мечами, а затем был назначен помощником начальника 27-й пехотной дивизии. В 1864 году Пахомов был избран почётным мировым судьёй мирового съезда Виленского округа.
В 1866 году он получил орден св. Станислава 1-й степени и в 1869 году — орден св. Анны 1-й степени. Будучи назначен в 1873 году командиром 1-й бригады 27-й пехотной дивизии, Пахомов в 1874 году был произведён в генерал-лейтенанты, но вскоре же, состоя по полевой пешей артиллерии и в запасных войсках, скончался (исключен из списков умерших в приказе 10 декабря 1874 года).